# Bretaña (nombre)
El nombre Bretaña posee su raíz en el nombre latino Britannia (anteriormente Brittannia), vía el francés antiguo Bretaigne (de donde proviene el nombre en francés moderno Bretagne) y en inglés medio Bretayne, Breteyne. La forma francesa sustituyó el nombre inglés antiguo Breoton, Breoten, Bryten, Breten (también Breoton-lond, Breten-lond).
Brittannia o Brittānia fue el nombre utilizado por los romanos a partir del siglo I a. C.. Después de la conquista romana de 43 d. C., se lo utilizó para designar la provincia romana, que abarcaba a la isla de Gran Bretaña (la zona al sur del Muro de Adriano). Debido a esto, Brittannia fue cada vez más utilizado para designar Gran Bretaña, que previamente había sido conocida como Albión. La grafía con una única -t-, Britannia, es secundaria, y puede atribuirse al período romano.
La palabra latina Britannia proviene de los relatos de viajes del griego Piteas, quien aproximadamente en el 320 a. C., describió varias islas en el Atlántico Norte, dando referencias de una en el extremo norte a la que denomina Thule (que podría ser Islandia o las Islas Shetland). Piteas describió a Thule como ubicada el extremo septentrional de Πρεττανικη (Prettanike) o Βρεττανίαι (Brettaniai), término que utilizó para designar al grupo de islas en el extremo noroeste.
Durante el primer siglo a. C. Diodoro Sículo introdujo la forma Πρεττανια Prettania, y Estrabón (1.4.2) utilizó la denominación de Βρεττανία Brettania'. En su Periplus maris exteri Marcianus de Heraclea describe  αἱ Πρεττανικαὶ νῆσοι "las Islas Pretánicas". Mientras que por su parte Esteban de Bizancio cita Ἀλβίων Albion como νῆσος Πρεττανική, Μαρκιανὸς ἐν περίπλῳ αὐτῆς. τὸ ἐθνικὸν Ἀλβιώνιος ("La isla Pretánica, según Marcianus en su periplus; el pueblo de Albión" Ethnica 69.16).